# Quạ đen mũi trọc

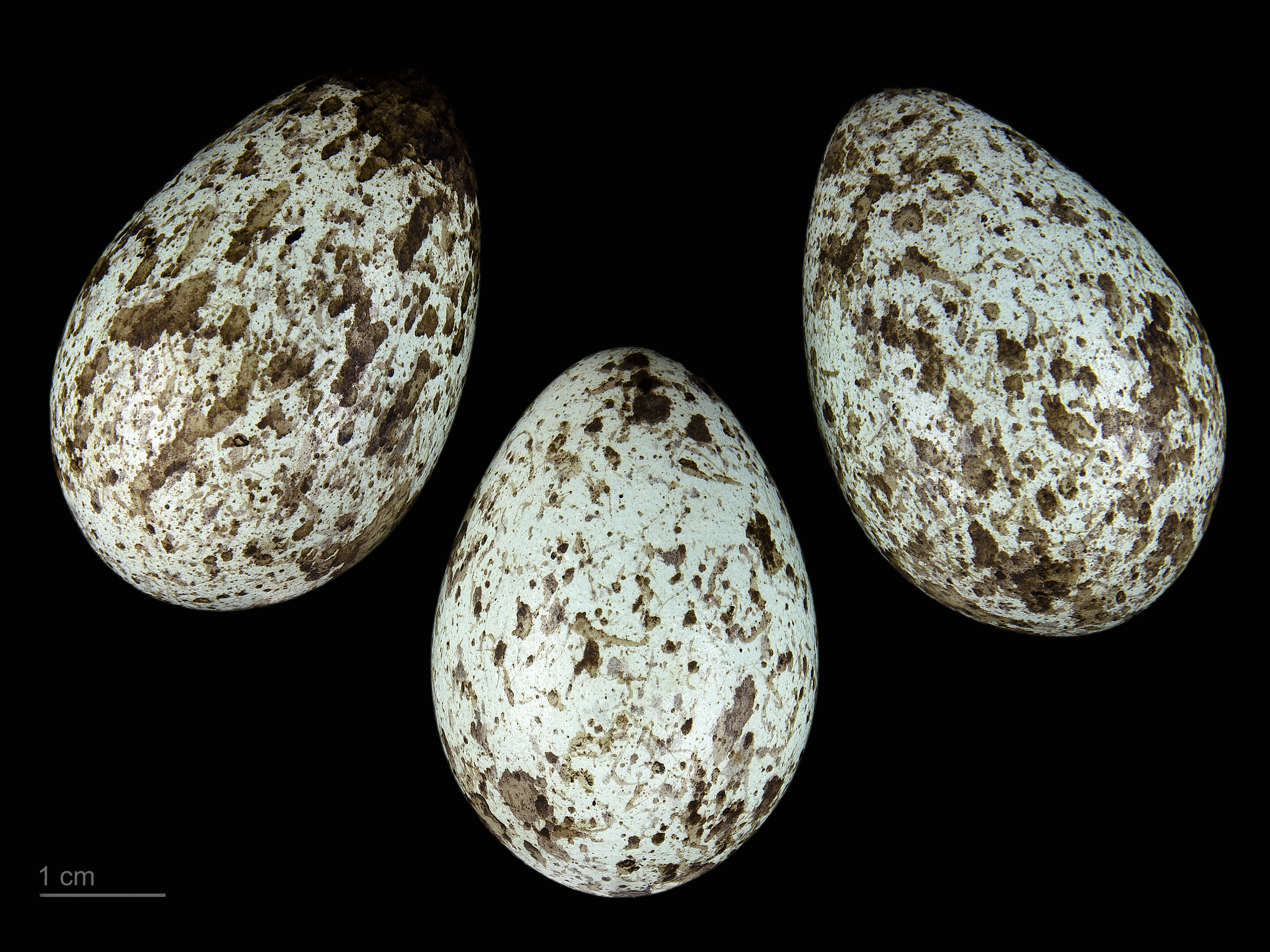
Corvus frugilegus

Quạ đen mũi trọc (danh pháp khoa học: Corvus frugilegus) là một loài chim trong họ Corvidae.

## Đặc điểm
Loài này có kích thước bằng (dài 45–47 cm) hoặc hơn nhỏ hơn loài quạ đen với bộ lông đen thường có sắc xanh dương hoặc tím-xanh dưới ánh nắng. Các lông ở đầu, cổ và vai đặc biệt rậm và mượt. Chân và móng nhìn chung có màu đen và mỏ có màu xám đen.
Quạ đen mỏ trọc được phân biệt với các loài tương tự khác trong họ Quạ bởi da bao bọc quanh gốc mỏ trước mắt ở con trưởng thành có màu trắng xám. Bộ lông quanh các chân cũng trông không đều đặn như của loài quạ đen. Con tơ có bề ngoài rất giống với loài quạ đen do nó thiếu bộ phận viền quanh gốc mỏ, nhưng nó có mỏ mỏng hơn và mất đi lông trên mặt sau khoảng 6 tháng.

## Phân bố và môi trường sống
Mặc dù chúng sống ở Anh, Ireland và nhiều nơi ở bắc và trung Âu, một vài cá thể có thể có mặt ở Iceland và miền bắc Scandinavia, nó cũng có mặt ở đông Á. Loài này đã được du nhập vào New Zealand, với một lượng lớn chim được thả ở đây từ 1862 đến 1874, mặc dù ngày nay dải phân bố của chúng rất cục bộ.

## Thức ăn
Thức ăn của chúng chủ yếu là giun đất và ấu trùng côn trùng, mà chúng có thể xới trên mặt đất nhờ cái mỏ cứng của nó. Nó cũng ăn những hạt ngũ cốc được trồng trọt, ngoài ra chúng còn ăn quả, các con thú nhỏ, quả sồi, chim nhỏ, trứng, con non của chúng và xác chết. Ở những khu vực đô thị, thức ăn thừa thải của con người được chúng lấy từ các thùng rác và trên đường phố, thường vào sáng sớm khi còn yên tĩnh. Nó cũng được bắt gặp dọc theo các bãi biển, chúng tìm côn trùng, giáp xác và các loại thức ăn phù hợp.

## Thông minh
Khi bị nhốt phải đối mặt với nhiều trở ngại, quạ đen mũi trọc được ghi nhận là một trong những loài chim có khả năng sử dụng các công cụ để đạt được mục đích. Nó học rằng nếu đẩy một hòn đá vào một cái ống, nó sẽ có thức ăn. Sau đó nó phát hiện ra rằng nó có thể tìm và mang hòn đá và bỏ vào trong ống nếu không có sẵn đá. Nó cũng sử dụng các que, dây và tìm ra cách bẻ cong thành cái móc để lấy được một món đồ. Quạ đen mũi trọc tỏ ra thông minh trong việc làm và sử dụng các công cụ đơn giản bằng cách sử dụng mỏ giống như tinh tinh sử dụng bàn tay của nó.